# المهدي فولان
المهدي فولان (مواليد 24 مايو 1987) ممثل مغربي، شارك في عدة أفلام ومسلسلات مغربية.

## مسيرته
ولد المهدي فولان في 24 مايو 1987 بمدينة الدار البيضاء. ظهر لأول مرة في السلسلة الكوميدية زايد ناقص مع والده حسن فولان سنة 2001، وتعرف الجمهور عليه في مجموعة من حلقات سلسلة ساعة في الجحيم التي كانت من إخراج ياسين فنان، ليحذو بعدها حذو أبيه ويبدأ في تقديم مجموعة من الأفلام، مثل حياة في الوحل، وطاكسي بيض، وبراكاج بالمغربية، كما قدم أيضًا مسلسلات تلفزيونية كمسلسل ولا عليك ومسلسل ياقوت وعنبر.

## أعماله
- 2008: مسلسل ساعة في الجحيم
- 2011: فيلم جناح الهوى
- 2012: فيلم حياة في الوحل
- 2013: مسلسل ناس الحومة
- 2014: مسلسل زين البيار
- 2015: مسلسل مقطوع من شجرة
- 2015: مسلسل حبال الريح
- 2017: مسلسل ولد صفية
- 2017: فيلم طاكسي بيض
- 2017: فيلم حياة
- 2018: مسلسل  ولا عليك
- 2019: فيلم براكاج بالمغربية
- 2020: مسلسل ياقوت وعنبر
- 2020: فيلم لامورا
- 2021: مسلسل داير البوز
- 2021: مسلسل كلها او طريقو
- 2022: مسلسل تزوج ما قالها ليا
- 2022: مسلسل أولاد الدرب
- 2023: فيلم شوك الورد
- 2024: مسلسل دار النسا

## روابط خارجية
- المهدي فولان على موقع IMDb (الإنجليزية)
- المهدي فولان على موقع قاعدة بيانات الأفلام العربية
- المهدي فولان على موقع قاعدة بيانات الفيلم (الإنجليزية)